# Brokrocka
Brokrocka (Raja undulata) är en broskfisk tillhörande familjen egentliga rockor som finns i östra Atlanten.  

## Utseende
Brokrockan är en rocka med karakteristisk färgteckning (Curry-Lindahl liknar den vid "en vacker, orientalisk matta"): Översidan har ett symmetriskt mönster av breda, mörka strimmor med en bård av vita fläckar mot en brun- till gråaktig bakgrund. Undersidan är vitaktig. Den har flera hudtänder, främst på ovansidan, och två rader hudtänder (dubblerade hos honan) på stjärten. Den kan bli 100 cm lång.

## Vanor
Arten är en bottenfisk som finns vid kustnära sandbottnar på ett djup av 50 till 200 m, där den lever av allehanda bottendjur. Mindre individer tar framför allt pungräkor och räkor, medan större rockor i hög grad lever av krabbor. Den äldsta observerade åldern för denna art är 13 år, men livslängden uppskattas vara betydligt längre, mellan 21 och 23 år.

### Fortplantning
Brokrockan blir könsmogen vid ungefär 9 års ålder för honor, drygt ett år tidigare för hanar. Arten har en regelrätt parning med omfamning, varefter honan lägger avlånga äggkapslar med en längd av 7 till 9 cm och en bredd på 4 till 5 cm på sandiga eller dyiga bottnar.

## Utbredning
Arten finns i östra Atlanten från sydvästra Brittiska öarna över framför allt västra Medelhavet och Kanarieöarna till Guineabukten. Utbredningen har flera luckor.

## Status
Brokrockan har klassats som starkt hotad ("EN") av IUCN, med underklassningen "A2bd+3d+4bd", och populationen minskar. Det främsta hotet är trålning och annat bottenfiske i dess utbredningsområde, ytterligare accentuerat av artens fläckvisa utbredning och dess långsamma tillväxt.